# Медисон (Западна Вирџинија)
Медисон (енгл. Madison) град је у америчкој савезној држави Западна Вирџинија.

## Демографија
По попису из 2010. године број становника је 3.076, што је 399 (14,9%) становника више него 2000. године.
| Група             | 2000.         | 2010.         |
| Белци             | 2.533 (94,6%) | 2.954 (96,0%) |
| Афроамериканци    | 112 (4,2%)    | 70 (2,3%)     |
| Азијати           | 11 (0,4%)     | 11 (0,4%)     |
| Хиспаноамериканци | 7 (0,3%)      | 29 (0,9%)     |
| Укупно            | 2.677         | 3.076         |